# Samuel Prescott Bush

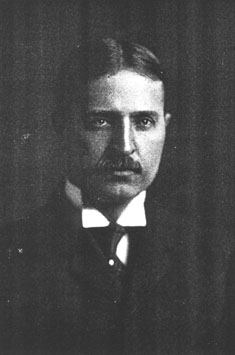
Samuel Prescott Bush

Samuel Prescott Bush (Orange, New Jersey, 4 oktober 1863 – Columbus, Ohio, 8 februari 1948) was een Amerikaans directeur. Hij was de vader van de Amerikaanse senator Prescott Sheldon Bush, de grootvader van president George H.W. Bush en de overgrootvader van president George W. Bush.

## Biografie
Samuel Prescott Bush was de zoon van Harriet Fay en James Smith Bush, een episcopale priester aan de Grace Church in Orange. Hij groeide op in New Jersey, San Francisco en Staten Island en bracht de rest van zijn leven grotendeels door in Columbus. Op 20 juni 1894 trouwde hij met Flora Sheldon, van wie hij vijf kinderen kreeg: Prescott, Robert die reeds op jeugdige leeftijd stierf, Mary, Margaret Clement en James. Flora stierf op 4 september 1920 in Narragansett door een auto-ongeluk, waarna Samuel Prescott Bush opnieuw trouwde met Martha Bell Carter uit Milwaukee.

## Carrière
In 1884 studeerde Samuel Prescott Bush af aan het Stevens Institute of Technology in Hoboken, waar hij ook lid was geworden van een van de eerste vaste voetbalteams. In 1901 kreeg hij een functie als manager bij de spoorwegmaatschappij Buckeye Steel Castings Company, waarvan Frank Rockefeller (de broer van John D. Rockefeller) de directeur was. Een van de klanten van deze maatschappij was de onderneming van Edward Henry Harriman.
Bush was verder de eerste voorzitter van de Scioto Country Club en mede-oprichter van zowel de Scioto Country Club als de Columbus Academy.
Samuel Prescott Bush overleed op 84-jarige leeftijd in Columbus, Ohio. Hij werd aldaar begraven op het Green Lawn Cemetery.